# Sigillo
Sigillo je italská obec v provincii Perugia v oblasti Umbrie.
V roce 2012 zde žilo 2 480 obyvatel.

## Sousední obce
Costacciaro, Fabriano (AN), Fossato di Vico, Gubbio

## Vývoj počtu obyvatel
Zdroj: 